# Seznam držitelů čestných doktorátů Univerzity Palackého v Olomouci
Toto je seznam držitelů čestných doktorátů (doctor honoris causa) Univerzity Palackého v Olomouci (od roku 1990):
- 28. května 1990 – Václav Havel
- 2. září 1990 – Ewald Osers
- 22. října 1991 – Stanisław Urbanczyk
- 20. listopadu 1991 – Charles Merrill
- 2. října 1991 – Pierre Potier
- 3. června 1992 – Emil Wolf
- 9. listopadu 1994 – Giovanni Astaldi
- 9. listopadu 1994 – Wolfgang Richard Mayr
- 17. května 1995 – Ellis Sandoz
- 30. května 1996 – Simon Wiesenthal
- 25. listopadu 1996 – Henry Louis Gates jr.
- 25. listopadu 1996 – Hans Galjaard
- 10. prosince 1997 – Tomáš Špidlík
- 22. listopadu 1998 – Ivan Theimer
- 2. prosince 1998 – Antonín Holý
- 8. června 2000 – Robert A. Kyle
- 24. října 2000 – Karel Vrána
- 24. října 2000 – Alfons Nossol
- 28. března 2001 – Erwin Schadel
- 4. října 2001 – Karel Maršál
- 16. května 2002 – Volker Mertens
- 17. října 2002 – Kenneth Edwards
- 3. října 2003 – Jos Wilmots
- 28. června 2004 – Jiří Louda
- 22. října 2004 – Laurent M. J. Meijer
- 31. března 2005 – Czesław Głombik
- 31. března 2005 – Jiří Bártek
- 13. května 2005 – Antonín Schindler
- 14. května 2006 – Zdeněk Mácal
- 17. ledna 2007 – Augustin Palát
- 17. ledna 2007 – Valerij Michajlovič Mokienko
- 8. června 2007 – Willibald Posch
- 8. června 2007 – Vladislav David
- 21. října 2008 – Fabio Roversi Monaco
- 6. května 2009 – Juan Antonio Fleming
- 21. října 2009 – Otakar Motejl
- 9. listopadu 2010 – Karim Andrew Sirkka
- 8. prosince 2010 – Karel Skalický
- 4. května 2011 – Lumír Hanuš
- 4. května 2011 – Kypros Herodotou Nicolaides
- 23. června 2011 – Josef T. Prchal
- 27. září 2011 – Helmut Glück
- 19. října 2011 – Jiří Suchý
- 5. prosince 2012 – James F. Sallis
- 14. května 2013 – Jiří F. Městecký
- 6. června 2013 – Bohdan Pomahač
- 2. října 2013 – Lubomír Doležel
- 2. října 2013 – Jana Reichová
- 26. března 2014 – Göran Sandberg
- 12. listopad 2014 – Michael Beckerman
- 6. října 2015 – Karel Pacák
- 25. října 2017 – Heinrich Pompey
- 11. září 2023 – Christoph Schönborn
- 24. listopadu 2023 – Emil Viklický